# پایگاه هوایی ژلجاوا
پایگاه هوایی ژلجاوا  (به انگلیسی: Željava Air Base) (به زبان بومی: Aerodrom Željava) یک فرودگاه نظامی است که یک باند فرود آسفالت دارد و طول باند آن ۲۵۴۵ متر است. این فرودگاه در کشور کرواسی قرار دارد و در ارتفاع ۳۴۳ متری از سطح دریا واقع شده است.